# Georg Kaspar Chelius
Georg Kaspar Chelius (* 22. März 1761 in Oberstedten bei Homburg vor der Höhe; † 8. März 1828 in Frankfurt am Main) war ein deutscher Autor, Metrologe und Mathematiker.

## Leben
Chelius war der älteste Sohn von drei Kindern des Strumpfwirkmeisters Johannes Chelius und seiner Frau Wilhelmine Marie, geborene Eich. Bruder Johannes starb 1802 als Französischlehrer in Frankfurt am Main und sein jüngster Bruder Johann Lorenz starb als Wissenschaftler 1789 in Homburg.
Chelius nahm den ersten Unterricht in seinem Geburtsort. Sein Fleiß und die Beharrlichkeit, besonders in Mathematik, zeichneten ihn aus und ermöglichten hier schon die Gabe von Privatunterricht in seiner Heimat. 1787 kam er auf Empfehlung von Freunden nach Frankfurt am Main als Vikar. Im  Februar 1788 nahm er eine Stelle als Lehrer an. Grundlage für diese Stelle war sein vorher erfolgreiches Examen.
Hier lernte er seine Frau Marie Elisabeth Schlochow, Tochter eines Lehrers, kennen, die er noch im Jahr 1788 heiratete. Mit ihr hatte er fünf Kinder, von denen noch zu seinen Lebzeiten vier Söhne verstarben.
Als Lehrer arbeitete er bis Mitte 1797 und wurde dann Rechneischreiber der Reichsstadt Frankfurt. Daneben erteilte er weiterhin Privatunterricht für Jugendliche zu Handelskaufleuten.
1805 erschien die erste Auflage seiner Zuverlässigen Vergleichung sämtlicher Maße und Gewichte der Handelsstadt Frankfurt am Main. Bis dahin hatte es keine exakte metrologische Bestimmung der in Frankfurt üblichen Maße und Gewichte gegeben, und die Umrechnung in die Maßsysteme anderer Staaten basierte auf ungenauen oder unrichtigen Tabellen. Nachdem die Reichsstadt Frankfurt 1806 ihre Souveränität verloren hatte, strebte der neue Herrscher, Fürstprimas Karl Theodor von Dalberg, ein einheitliches Maßsystem für sein Fürstentum an.
1811 wurde die Stadt als Departement Frankfurt Teil des Großherzogtums Frankfurt. Im November 1812 ernannte Dalberg Chelius zum Inspektor für Maße und Gewichte für das Departement Frankfurt. Der für 1813 vorgesehenen Einführung des metrischen Systems widersetzte sich Chelius. Mit dem Ende des Großherzogtums nach der Völkerschlacht bei Leipzig wurden auch die Pläne für ein einheitliches Maßsystem hinfällig.
1818 erhielt Chelius die Stelle des Ersten Rechneischreibers der Freien Stadt Frankfurt. 1825 trat er aus gesundheitlichen Gründen in den Ruhestand. Er litt an einer fortschreitenden Atemwegserkrankung, die als Luftröhrenschwindsucht bezeichnet wurde. Eine Kur im Sommer 1827 brachte keine Besserung. Am 8. März 1828 verstarb er. Bis zuletzt hatte er an der dritten Auflage seines Maß- und Gewichtsbuches gearbeitet, das 1830 postum erschien. Seine Frau verstarb ein Jahr später am 30. Juni 1829.

## Werke (Auswahl)
- Tabellen zu großer Erleichterung und Abkürzung der Interessen-Berechnung; oder lauter ganze Verhältniszahlen. Jägersche Buch-, Papier- und Landkartenhandlung, Frankfurt am Main, 1816.
- Maß- und Gewichtsbuch. Dritte Auflage. Verlag der Jägerschen Buch-, Papier- und Landkartenhandlung, Frankfurt am Main 1830, mit Nachträgen von Johann Friedrich Hauschild und einer Vorrede von Heinrich Christian Schumacher; online in der Google-Buchsuche.
- Vergleichungs-Tafeln der Gewichte verschiedener Länder und Städte. Jägersche Buch-, Papier- und Landkartenhandlung, Frankfurt am Main 1836, zusammen mit Johann F. Hauschild.
- Zuverlässige Vergleichung sämtlicher Maße und Gewichte der Handelsstadt Frankfurt am Main. Zweite Auflage. Johann Christus Hermann, Frankfurt am Main 1808; online in der Google-Buchsuche.